# Las Colonias megye
Las Colonias egy megye Argentína középpontjától északkeletre, Santa Fe tartományban. Székhelye Esperanza.

## Népesség
A megye népessége a közelmúltban a következőképpen változott:
| Év   | Lakosság |
| ---- | -------- |
| 2001 | 94 524   |
| 2010 | 104 946  |